# Música da Suíça
A música da Suíça, na esfera sacra/erudita, pode-se citar o Coro dos Meninos Cantores da Basiléia; no da música mais popular, temos o festival anual de jazz em Montreux. No cenário da música popular, pode-se destacar o Lacrimosa, grupo fundando por Tilo Wolff em novembro de 1983 na Alemanha, porém sediado na Suíça.[carece de fontes?]
A Suíça tem uma forte tradição de música folclórica e de corais também, estes últimos impulsionados pela Igreja Reformada Suíça. O país é influenciado tanto pelas culturas germânicas quanto pelas latinas.
Alguns nomes notórios da música erudita suíça são Hans Georg Nägeli, fundador da tradição coral teuto-suíça; Friedrich Hegar, regente de orquestras e corais e fundador de uma escola de música que depois viraria um conservatório; Hans Huber, pupilo de Hegar; e Hermann Suter, pupilo deste último.
Na Suíça romanda, o Festival dos Vinhateiros acabou sendo um importante catalisador da música suíça, tendo Hugo de Senger como idealizador musical. Seus sucessores foram Otto Barblan e Joseph Lauber.
Outras figuras notórias da música erudita advinda da porção francófona da Suíça são Émile Jaques-Dalcroze, Othmar Schoeck, Fritz Brun, Ernest Bloch, Henri Gagnebin, Blanche Selva, Juan Duperier, Alexandre Mottu, Fernande Peyrot. Jean Binet. Aloïs Fornerod e Ernest Ansermet.
Já na porção alemã, são notórios os compositores Willy Burkhard, Conrad Beck, Walther Geiser, Wladimir Vogel e Frank Martin.